# Proaritmia
Proaritmia indica una condizione in cui il ritmo cardiaco esibisce una nuova alterazione o una aumentata frequenza di aritmie preesistenti, a causa della terapia antiaritmica. In questo senso la proaritmia è un effetto collaterale che può insorgere con la somministrazione di farmaci antiaritmici e farmaci prescritti per altre indicazioni. Occasionalmente la proaritmia può essere letale e come tale deve essere prevenuta piuttosto che trattata solo al suo insorgere. Nel caso più comune, rappresenta la possibilità di farmaci antiaritmici di facilitare nuove aritmie.

## Tipi di proaritmia
Secondo la classificazione di Vaughan Williams (VW) di farmaci antiaritmici, ci sono 3 tipi principali di proaritmia durante il trattamento con diversi farmaci antiaritmici usati per aritmie atriali o ventricolari:

### Proaritmia ventricolare
- Torsione di punta (farmaci VW tipo IA e di tipo III);
- Tachicardia ventricolare sostenuta monomorfa (di solito farmaci di tipo IC VW);
- Tachicardia ventricolare sostenuta polimorfa / fibrillazione ventricolare senza QT lungo (farmaci III tipo VW IA, IC).

### Proaritmia atriale
- Conversione di fibrillazione atriale (generalmente farmaci VW tipo IC o amiodarone). Può essere un effetto desiderato;
- Aumento della soglia di defibrillazione (un potenziale problema con farmaci IC);
- Provocazione di recidiva (probabilmente farmaci tipi VW IA, IC). È raro.

### Anomalie di conduzione o la formazione degli impulsi
- Disfunzione del nodo del seno, blocco atrioventricolare (quasi tutti i farmaci);
- Accelerare la conduzione su via accessoria (digossina, verapamil per via endovenosa, o diltiazem);
- Accelerazione della frequenza ventricolare durante la fibrillazione atriale (farmaci VW tipo IA e tipo IC).

## Aumento del rischio
Le seguenti condizioni aumentano il rischio di proaritmia:
- Presenza di malattia cardiaca strutturale, in particolare disfunzione ventricolare sinistra sistolica (per infarto miocardico pregresso, esiti cicatriziali di cardiomiopatia, ipertensione non trattata, ecc.);
- Uso di agenti di Classe IC;
- Età avanzata;
- Sesso femminile.

## Indicatori clinici

### Farmaci di classe IA
- Dose indipendente, si può verificare a dosi normali e con concentrazioni seriche nella norma;
- Seguire l'intervallo QTc - intervallo QT corretto, mantenere sotto ai 470 msec;
- Evitare co-somministrazione di farmaci che prolungano l'intervallo QT o condizioni che aumentano il rischio di tale condizione.

### Farmaci di classe IC
- Può essere provocata da un aumento della frequenza cardiaca;
- Si raccomanda quindi una prova da sforzo dopo il caricamento per prognosticare il rischio di proaritmia a frequenze cardiache elevate.

### Farmaci Classe III
- Dose-dipendente;
- Evitare o correggere bradicardia, QT lungo.